# Опальний принц
Опальний Принц (Opalni Prinz) — український музичний гурт з міста Львова.

## Історія гурту
У 1988 році Ростислав Штинь (екс-«Ватра», «Жайвір»), за освітою скрипаль, після дворічної співпраці з ленінградським співаком Альбертом Асадулліним, повернувся до Львова та створив гурт «Опальний Принц». До складу гурту увійшли — Ростислав Штинь, Юрій(Юрок) Штинь та Роман Брицький. Генератором ідей і музичної естетики гурту був Ростислав Штинь, а музику і тексти для «Опального Принца» в основному писав Юрій(Юрок) Штинь.
На початку 1991 року Ростислав Штинь створює концертну агенцію «Ростислав-Шоу», до якої входять гурти: «Мертвий півень», «Цей дощ надовго» з Іриною Білик, «Сестра Віка», «Скрябін» та інші.
У кінці 1980-х «Опальний Принц» видавав зі своєї студії звукозапису (Ростислав-шоу) сингли (Леонід Брежнєв, Чорна Діра, Паскуда, Мандри), пізніше — Шантрапа, Танкова Атака (російською мовою), Предположим, Гей Україно і інші. Деколи з'являвся на телебаченні зі своїми кліпами і частіше по радіо (радіо Свобода і українських музичних програмах). Роботи групи в основному потрапляли до рук приватих колекціонерів.
У 1989 році «Опальний Принц» розпочав запис альбому «Нова Революція», який успішно завершив у 1990 році. Альбом справляє дуже сильне враження досконально витриманим стилем, дуже доброю звукорежисерською роботою, елегантністю поєднання гуцульського мелосу з традиціями романтичного року. Відео-кліп композиції Наш Прапор українські телеканали крутили до початку 2000 року. Деякі журналісти стверджують, що це був перший відео-кліп з терен Союзу, який показав MTV на честь проголошення Україною незалежності. Усі композиції альбому сильні по-своєму — це і «Хліб по воді», «Розмиті дороги», «Ти на війні», «Ти живеш на Україні», «17 вересня», «Брати по зброї і гей Україно». По-справжньому українські меломани альбом в повному форматі так і не чули, а ті, хто має цей альбом, стверджують, що, незважаючи на 19-ліття, він не втратив свіжості завдяки сильному духу альбому і актуальності тем.

## Припинення існування
Після припинення існування агентства «Ростислав-шоу» перестав розвиватись і проєкт агентства — «Опальний Принц».
Юрій(Юрок) Штинь після того, як його брат залишився у Німеччині, організував разом з Владом Дебрянським проєкт «Луні Пелен» (Loony Pelen) і записав дуже цікавий для меломанів альбом «АМОК», який на жаль, також можна знайти тільки у приватних колекціях.
У 2006 році рекордингова компанія «Атлантик» випустила у світ альбом «Нова Революція» «Опального Принца» у колекції «Рок Легенди України» та альбом «Амок» проєкту Луні Пелен.

## Склад гурту
- Ростислав Штинь — соліст, гітара
- Юрій(Юрок) Штинь — клавішні, музика, тексти
- Роман Брицький — комп'ютери, аранжування
- Тоомас Ванем — гітара
- Сергій Рязанцев — звукорежисер.

## Альбоми
- «Мандри» (1990)
- «Нова революція» (1991)
- «Нова революція», перевиданий та доповнений у Німеччині (1997)[5].